# Jochen Bung
Jochen Bung (* 22. März 1968 in Landau in der Pfalz) ist ein deutscher Rechtswissenschaftler und Hochschullehrer. Er ist Inhaber des Lehrstuhls für Strafrecht und Rechtsphilosophie an der Universität Hamburg.

## Leben
Als Abiturient veröffentlichte Bung nach Publikation erster Gedichte in der Literaturzeitschrift "Argos" 1987 einen Gedichtband unter dem Titel "Die Traurigen Räume" beim Autorenforum der Pfälzischen Verlagsanstalt. Die Gedichte sind beeinflusst von der Barocklyrik sowie den Werken Georg Trakls, Heinrich Georges und Paul Celans. 
Bung absolvierte das Studium der Philosophie, Soziologie sowie Literaturwissenschaft, anschließend das Studium der Rechtswissenschaften in Frankfurt am Main und München. Er arbeitete am Institut für Kriminalwissenschaften und Rechtsphilosophie der Universität Frankfurt am Main (Klaus Lüderssen und Klaus Günther). Bung promovierte (2003) und habilitierte (2008) in Frankfurt. Es folgten Vertretungsprofessuren an der Universität Bayreuth, der Universität Passau sowie der Humboldt-Universität zu Berlin. 
Von 2011 bis 2016 war Bung Inhaber des Lehrstuhls für Strafrecht, Strafprozessrecht, Kriminologie und Rechtsphilosophie an der Universität Passau. Seit 2016 hat er den Lehrstuhl für Strafrecht und Rechtsphilosophie an der Universität Hamburg inne.
Bung ist Mitherausgeber der Zeitschrift Neue Kriminalpolitik und Mitglied des Vorstands der Deutschen Sektion der Internationalen Vereinigung für Rechts- und Sozialphilosophie (IVR).

## Forschungsschwerpunkte
Schwerpunkte des wissenschaftlichen Arbeitens von Jochen Bung sind die Grundlagen des Strafrechts, dort insbesondere Fragen der subjektiven Zurechnung. Im Fokus stehen hier Ansätze der analytischen Philosophie, insbesondere Überlegungen von Donald Davidson, aber auch Elizabeth Anscombe und Georg Henrik von Wright. Bung vertritt die These, dass der strafrechtliche Vorsatz in all seinen Formen (direkter Vorsatz ersten Grades, direkter Vorsatz zweiten Grades, Eventualvorsatz) neben der Wissenskomponente immer auch eine Komponente des Wollens enthalte. Somit hält Bung die allgemein verbreitete Formel des Vorsatzes als "Wissen und Wollen" für zutreffend.
Ein weiterer Forschungsschwerpunkt besteht in der rekonstruierenden, meist von gängigen Lesarten abweichenden Reinterpretation klassischer staatswissenschaftlicher Texte, wie etwa Thomas Hobbes’ Leviathan, Rousseaus Contrat Social oder Hegels Grundlinien der Philosophie des Rechts. So deutet Bung etwa Hegels Theorie – auch gegen dessen eigene Abgrenzungsversuche – als „Fortführung der Theorie des Gesellschaftsvertrages“.

## Publikationen (Auswahl)
- Subsumtion und Interpretation (Nomos: Studien zur Rechtsphilosophie und Rechtstheorie, Bd. 39), Baden-Baden 2004.
- Wissen und Wollen im Strafrecht. Zur Theorie und Dogmatik des subjektiven Tatbestands (Vittorio Klostermann: Juristische Abhandlungen, Bd. 52), Frankfurt am Main 2009.
- mit Milan Kuhli (Hrsg.): Volk als Konzept in Recht und Politik. Walter de Gruyter, Berlin/Boston 2015, ISBN 978-3-11-059788-2.